# Église Saints-Pierre-et-Paul de Niederzell
Pour les articles homonymes, voir Église Saints-Pierre-et-Paul.
L'église Saints-Pierre-et-Paul est l'église romane de Niederzell, village situé à la pointe occidentale de l'île de Reichenau en Allemagne, sur le lac de Constance. C'est une église vouée au culte catholique et placée sous le vocable des apôtres Pierre et Paul qui dépend de l'actuel archidiocèse de Fribourg-en-Brisgau.

## Historique
La fondation de la première église vouée à saint Pierre est due à l'ancien évêque alaman Egino ou Eginon (de) de Vérone en 799, qui voulait aussi construire une « cella » (c'est-à-dire une cellule monastique, donc par extension un monastère) pour y vivre ses derniers jours, après avoir fondé le diocèse de Vérone. Cette retraite monastique dépendait de l'abbaye principale de Reichenau, c'est-à-dire Mittelzell, située au centre de l'île. Egino y meurt en 802. Il est considéré comme bienheureux par l'Église. Cette église était à nef unique avec une abside ornée de premières fresques. Après deux incendies, l'église est reconstruite sans transept vers 1080 et de nouvelles fresques la décorent. Les derniers travaux de toiture datent de 1134. L'intérieur est réaménagé entre 1750 et 1760.

## Architecture

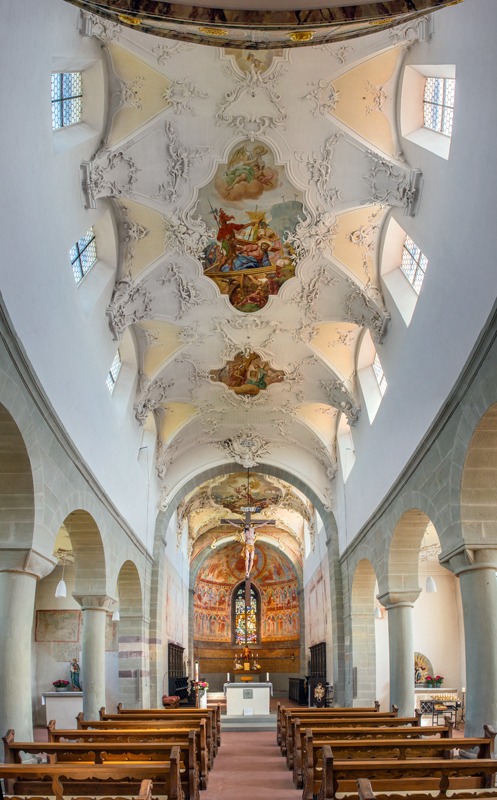
Intérieur.

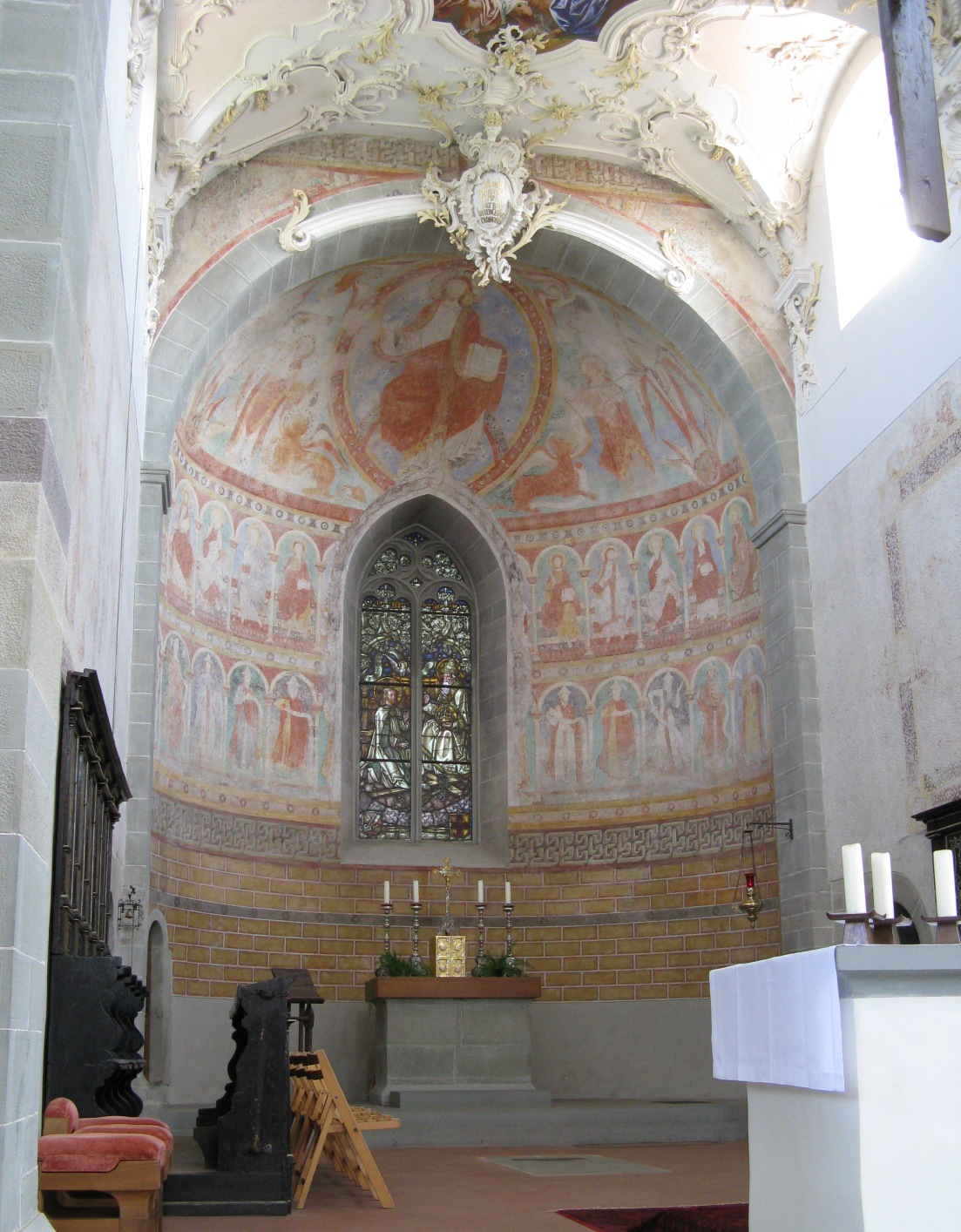
L'abside en cul-de-four avec ses fresques lombardes et son plafond rococo.

L'église romane avec ses lourdes colonnes est dotée, à son chevet, à l'est, de tours jumelles érigées au XVe siècle. La fenêtre de l'abside a été agrandie par rapport à celle de l'époque romane dont les vitraux, qui devaient s'accorder aux peintures murales, ne sont pas connus.
Le chevet est plat à l'extérieur mais en cul-de-four à l'intérieur. L'abside est richement décorée de peintures murales de la fin du XIe siècle de style lombard, style apprécié par l'abbaye de Reichenau. Egino y est enterré.
L'intérieur de l'église a été remanié en style rococo entre 1750 et 1760. Les fenêtres sont agrandies et la tribune d'orgue aménagée.
On remarque l'entrée de côté à la chapelle d'Egino qui servait à la récitation des Heures par les bénédictins.